# Райтер, Давид Исаакович
Дави́д Исаа́кович Ра́йтер (10 февраля 1887, Чуднов — 22 октября 1964, Ленинград) — российский кларнетист и педагог, артист оркестра театра оперы и балета имени Кирова, Заслуженный артист РСФСР (1939).

## Биография
В 1918 году окончил Петроградскую консерваторию по классу Василия Бреккера.
С 1925 по 1963 год был солистом ленинградского театра оперы и балета имени Кирова.
В 1935 году стал лауреатом II премии Всесоюзного конкурса музыкантов-исполнителей. В 1939 году ему было присвоено звание Заслуженный артист РСФСР.
С 1930 по 1950 год преподавал в музыкальных школах, училищах и коллективах самодеятельности, прервав педагогическую деятельность лишь на годы Великой Отечественной войны.
Трубач Сергей Болотин отмечал в его игре яркую индивидуальность и виртуозное мастерство.

## Награды и звания
- Лауреат II премии Всесоюзного конкурса музыкантов-исполнителей (1935)
- Заслуженный артист РСФСР (1939)